# Vittore di Calcedonia
Vittore di Calcedonia (... – Calcedonia, IV secolo) è stato un cristiano che subì il martirio ed è venerato come santo dalla Chiesa cattolica che ne celebra la memoria assieme a san Sostene il 10 settembre.

## Agiografia
La sua figura è legata a quella di sant'Eufemia di Calcedonia. Vittore, insieme a Sostene, sarebbe stato uno dei soldati incaricati di compierne il martirio ma, vista la testimonianza di fede della giovane Eufemia, si sarebbe convertito alla fede cristiana, subendo il martirio a sua volta.

## Culto
Alcune sue reliquie sono conservate, insieme alle reliquie di santa Eufemia e di San Sostene, nella basilica di Sant'Eufemia in Piacenza; tracce di reliquie dei Santi martiri calcedonesi Eufemia, Vittore e Sostene sono anche a Irsina.